# Граф Уинчилси и Ноттингем

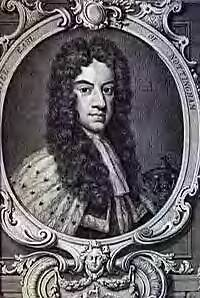
Дэниэл Финч, 7-й граф Уинчисли и 2-й граф Ноттингем

Граф Уинчилси и Ноттингем — двойной наследственный титул пэра Англии.
Графские титулы носят представители семьи Финчей. В 1729 году оба титула были объединены в руках одного владельца. Семья Финч происходит от Генри Фицгерберта, лорда-камергера английского короля Генриха I Боклерка. В 1350-х годах название изменилось после брака с наследницей семьи Финч. В 1513 году сэр Уильям Финч был посвящён в рыцари. Его сын сэр Томас Финч (ум. 1563) также был посвящён в рыцари за участие в подавлении восстания сэра Томаса Уайетта против английской королевы Марии I Тюдор. Он был зятем спикера Палаты общин Англии сэра Томаса Мойла (ум. 1560), унаследовал некоторые из его владений по наследству. Старший сын Томаса Мойл Финч представлял Уэймут, Кент и Уинчилси в Палате общин. В 1611 году для него был создан титул баронета из Иствелла в графстве Кент.

## История
Мойл Финч женился на Элизабет Хенейдж, единственной дочери сэра Томаса Хенейджа (1533—1595), вице-камергера королевского двора при королеве Елизавете I Тюдор. После смерти сэра Мойла в 1614 году Элизабет и её сыновья приложили усилия для того, чтобы их социальный статус был повышен. 8 июля 1623 года Элизабет Финч получила титул виконтессы Мейдстон, став пэром Англии, а 12 июля 1628 года для неё был создан титул графини Уинчилси. Сэр Хенейдж Финч (1580—1631), младший сын Мойла и Элизабет Финчей, занимал должность спикера Палаты общин. Он был отцом Хенейджа Финча, который в 1681 году получил титул графа Ноттингема.
После смерти Мойла Финча титул баронета унаследовал его старший сын Теофил Финч, 2-й баронет (ок. 1573 — ок. 1619). Он был избран в Палату общин от Грейт-Ярмута и умер бездетным. Ему наследовал младший брат, Томас Финч, 3-й баронет (1578—1639). Он представлял Уинчилси и Кент в Палате общин Англии. В 1634 году он унаследовал от своей матери титул графа Уинчилси. Его сын, Хенейдж Финч, 3-й граф Уинчилси (1628—1689), поддержал реставрация Стюартов в 1660 году и в награду получил титул барона Фицгерберта из Иствелла (графство Кент), возведенный в ранг пэрства Англии. Ему наследовал его внук Чарльз Финч, 4-й граф Уинчилси (1672—1712). Он был сыном Уильяма Финча, виконта Мейдстона (1652—1672), старшего сына 3-го графа. Лорд Уинчилси служил в качестве председателя совета торговли и лорда-лейтенанта графства Кент. Его женой была Энн Финч, графиня Уинчилси (1661—1720), известная поэтесса.
В 1712 году после смерти бездетного Чарльза Финча графский титул унаследовал его дядя, Хенейдж Финч, 5-й граф Уинчилси (1657—1726), который ранее представлял Хит в Палате общин. Он был бездетным, и ему наследовал его сводный брат, Джон Финч, 6-й граф Уинчилси (1682—1729). Он также никогда не был женат и после его смерти в 1729 году титул барона Фицгерберта из Иствелла пресекся. Оставшиеся титулы унаследовал его троюродный брат, Дэниэл Финч, 2-й граф Ноттингем (1647—1730), ставший 7-м графом Уинчилси. Он был видным государственным деятелем, занимал посты Первого лорда Адмиралтейства, государственного секретаря Южного Департамента и Северного Департамента, а также лорда-председателя Совета. Ему наследовал старший сын, Дэниэл Финц, 8-й граф Уинчилси и 3-й граф Ноттингем (1689—1769). Он также занимался политикой, был Первым лордом Адмиралтейства и лордом-председателем Совета.

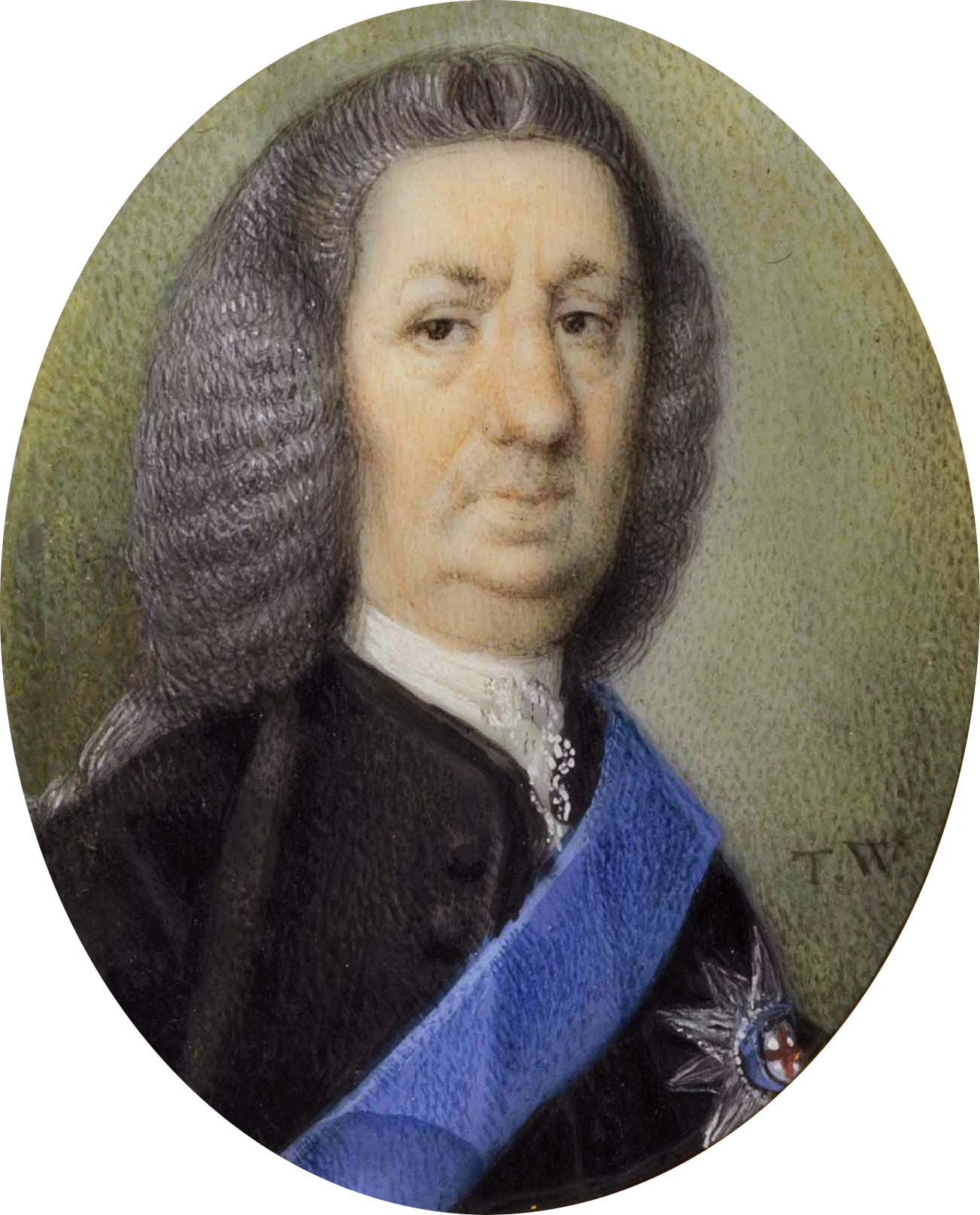
Дэниэл Финч (1689—1769), 8-й граф Уинчилси и 3-й граф Ноттингем

В 1769 году после смерти бездетного Дэниэла Финча, 8-го графа Уинчилси, титулы унаследовал его племянник, Джордж Финч, 9-й граф Уинчилси (1752—1826). Он был сыном Уильяма Финча, второго сына 7-го графа Уинчилси и 2-го графа Ноттингема. Он являлся лордом-лейтенантом Ратленда (1779—1826) и длительное время был влиятельной фигурой в истории крикета. Он умер неженатым, ему наследовал двоюродный дядя, Джордж Уильям Финч-Хэттон, 10-й граф Уинчилси (1791—1858). Он был сыном Джорджа Финча-Хэттона (1747—1823), принявшего дополнительную фамилию «Хэттон» и внуком Эдварда Финча, пятого сына Дэниэла Финча, 7-го графа Уинчилси, и Энн Хэттон, дочери сэра Кристофера Хэттона, 1-го виконта Хэттона, и родственника сэра Кристофера Хэттона. 10-й граф Уинчилси прославился своей дуэлью с Артуром Уэлсли, герцогом Веллингтоном, который в то время являлся премьер-министром Великобритании. Дуэль произошла 21 марта 1829 года в Баттерси-парке в Лондоне. Противники выстрелили в воздух, затем Уинчилси извинился перед Веллингтоном.
В 1858 году ему наследовал его сын, Джордж Финц-Хэттон, 11-й граф Уинчилси (1815—1887). Он ранее представлял Северный Нортгемптоншир в Палате общин Великобритании (1837—1841). Его единственный сын, Джордж Финч-Хэттон, виконт Мейдстон (1852—1879), скончался при жизни отца. Поэтому в 1887 году титулы унаследовал сводный брат 11-го графа, Мюррей Финч-Хэттон, 12-й граф Уинчилси (1851—1898). Он кратко представлял в Палате общин Южный Линкольншир (1884—1885) и Сполдинг (1885—1887). Ему наследовал его младший брат, Генри Финч-Хэттон, 13-й граф Уинчилси (1852—1927).

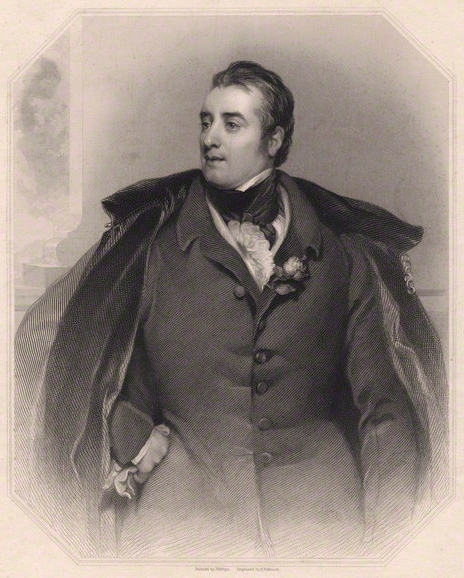
Джордж Уильям Финч-Хэттон, 10-й граф Уинчисли и 5-й граф Ноттингем

В настоящее время титулы носит его потомок Дэниэл Финч-Хэттон, 17-й граф Уинчилси и 12-й граф Ноттингем (род. 1967), который наследовал их после смерти отца в 1999 году.

## Другие члены семьи

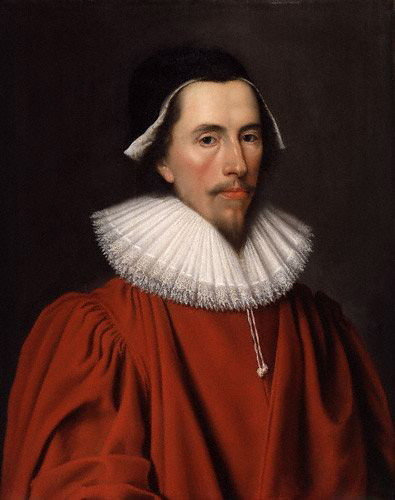
Сэр Хенейдж Финч (1580—1631)

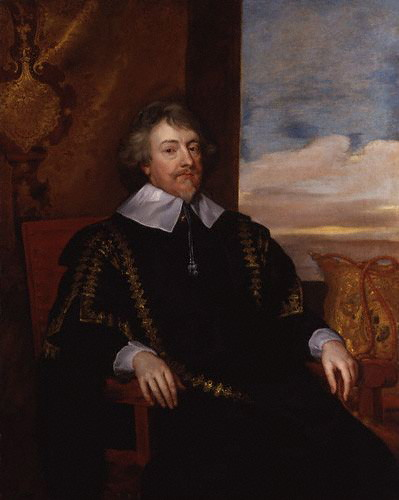
Сэр Джон Финч, 1-й барон Финч

- Сэр Хенейдж Финч (1580—1631), младший (третий) сын сэра Мойла Финча и графини Уинчилси. Он занимал пост спикера Палаты общин с 1625 по 1628 год.
- Хенейдж Финч, 1-й граф Ноттингем (1621—1682), сын предыдущего, был крупным юристом и политиком, занимал должность лорда-канцлера Англии (1675—1682). В 1660 году он получил титул баронета из Раустона (графство Бакингемшир), а в 1673 году стал пэром Англии, получив титулы барона Финча Давентри в графстве Нортгемптон. В 1681 году он стал графом Ноттингемом (пэрство Англии).
- Даниэль Финч, 2-й граф Ноттингем (1647—1730), сын и преемник предыдущего. Занимал должности первого лорда Адмиралтейства (1681—1684), государственного секретаря Северного Департамента (1689—1690, 1692—1693) и Южного Департамента (1690—1693, 1702—1704), лорда-председателя Совета (1714—1716). В 1729 году после смерти своего троюродного брата он унаследовал титул графа Уинчилси.
- Хенейдж Финч (1649—1719), второй сын 1-го графа Ноттингема, получил в 1714 году титул графа Эйлсфорда
- Эдвард Финч (1664—1738), пятый сын 1-го графа Ноттингема, был английским композитором и депутатом Палаты общин от Кембриджского университета. Позднее он принял сан священника пребендарием в Йорке и Кентербери.
- Эдвард Финч (1697—1771), пятый сын 7-го графа Уинчилси и 2-го графа Ноттингема, был депутатом Палаты общин от Кембриджского университета (1727—1768). Был послом в Швеции, Польше и России
- Гарольд Хенейдж Финч-Хэттон (1856—1904), четвёртый сын 10-го графа Уинчилси, представлял Ньюарк в Палате общин (1895—1898)
- Денис Финч-Хэтон (1887—1931), младший брат 14-го графа Уинчилси, был известным летчиком и охотником в Восточной Африке. Близкий друг писательницы Карен Бликсен. В фильме «Из Африки» его сыграл Роберт Редфорд.
- Джон Финч, 1-й барон Финч из Фордвика (1584—1660), сын сэра Генри Финча и младший брат сэра Мойла Финча, 1-го баронета из Иствелла
- Джордж Финч (1794—1870), внебрачный сын Джорджа Финча, 9-го графа Уинчилси, был политиком и депутатом Палаты общин
- Джордж Финч (1835—1907), сын предыдущего, депутат, старший член Палаты общин (1906—1907)

## Резиденция

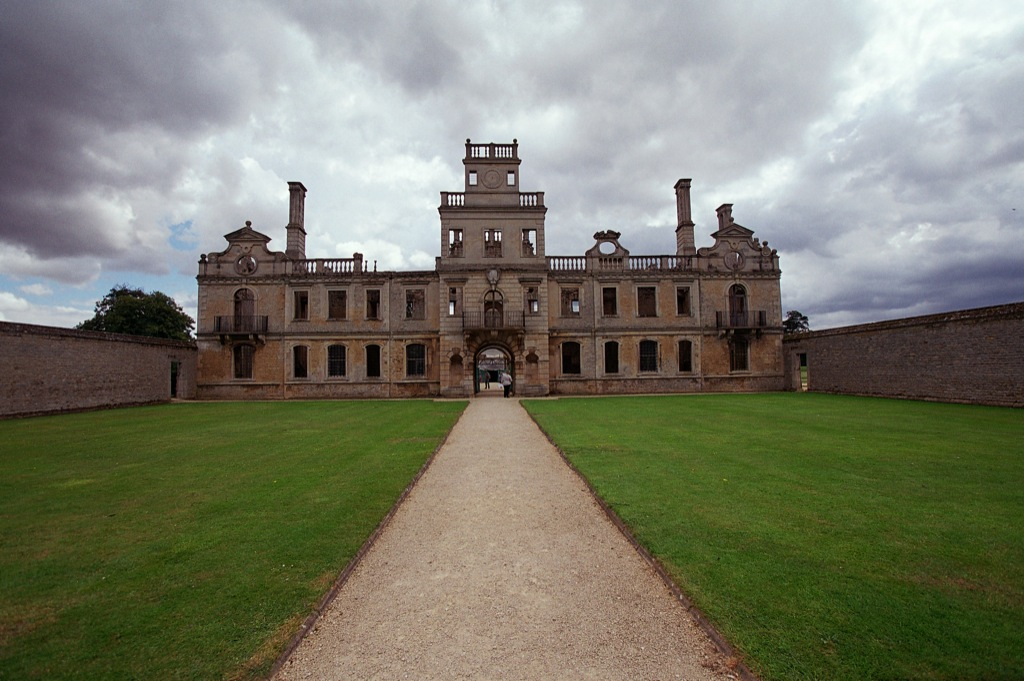
Кирби-холл, 2007 год

Родовой резиденцией является имение Кирби-холл возле города Корби в графстве Нортгемптоншир. В настоящее время имение по-прежнему принадлежит графу Уинчилси, но дворцовый зал и сады находятся в ведении «Английского Наследия». До середины 1960-х годов семьей принадлежал также Иствелл-парк возле города Эшфорда в графстве Кент. Но из-за финансовых затруднений 11-й граф Уинчилси вынужден был продать имение. Позднее оно было приобретено принцем Альфредом, герцогом Эдинбургским, вторым сыном королевы Виктории.

## Баронеты Финч из Иствелла (1611)

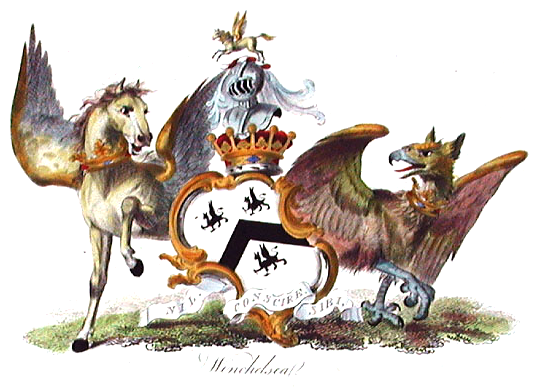
Герб графов Уинчисли

- 1611—1614: Сэр Мойл Финч, 1-й баронет (ок. 1550 — 18 декабря 1614), старший сын сэра Томаса Финча из Иствелла
- 1614—1619: Сэр Теофил Финч, 2-й баронет (ок. 1573 — ок. 1619), старший сын предыдущего
- 1619—1639: Сэр Томас Финч, 3-й баронет (13 июня 1578 — 4 ноября 1639), младший (третий) сын Мойла Финча, граф Уинчилси с 1634 года

## Графы Уинчилси (1628) и Ноттингем (1681)
- 1628—1634: Элизабет Финч, 1-я графиня Уинчилси (9 июля 1556 — 23 марта 1634), жена сэра Мойла Финча, 1-го баронета
- 1634—1639: Томас Финч, 2-й граф Уинчилси (13 июня 1578 — 4 ноября 1639), младший (третий) сын Мойла Финча и Элизабет Финч
- 1639—1689: Хенейдж Финч, 3-й граф Уинчилси, 1-й барон Фицгерберт из Иствелла (ок. 1635—1689), сын предыдущего
  - Уильям Финч, Виконт Мейдстон (1652—1672), старший сын 3-го графа
- 1689—1712: Чарльз Финч, 4-й граф Уинчилси, 2-й барон Фицгерберт из Иствелла (26 сентября 1672 — 16 августа 1712), сын предыдущего и внук 3-го графа
- 1712—1726: Хенейдж Финч, 5-й граф Уинчилси, 3-й барон Фицгерберт из Иствелла (11 ноября 1657 — 30 сентября 1726), третий сын 3-го графа
- 1726—1729: Джон Финч, 6-й граф Уинчилси, 4-й барон Фицгерберт из Иствелла (24 февраля 1682/1683 — 9 сентября 1729), младший сын 3-го графа
- 1729—1730: Дэниэл Финч, 7-й граф Уинчилси, 2-й граф Ноттингем (2 июля 1647 — 1 января 1730), сын Хенейджа Финча, 1-го графа Ноттингема, и внук Хенейджа Финча, спикера Палаты общин
- 1730—1769: Дэниэл Финч, 8-й граф Уинчилси, 3-й граф Ноттингем (24 мая 1689 — 2 августа 1769), старший сын предыдущего

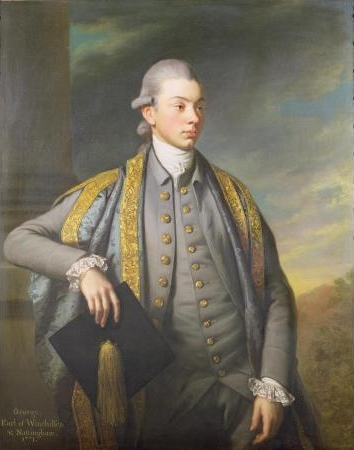
Джордж Финч, 10-й граф Уинчилси и 4-й граф Ноттингем(1752—1826)

- 1769—1826: Джордж Финч, 9-й граф Уинчилси, 4-й граф Ноттингем (4 ноября 1752 — 2 августа 1826), сын дипломата Уильяма Финча (1691—1766) и внук Дэниэла Финча, 2-го графа Ноттингема
- 1826—1858: Джордж Уильям Финч-Хэттон, 10-й граф Уинчилси, 5-й граф Ноттингем (19 мая 1791 — 8 января 1858), сын Джорджа Финч-Хэттона (1747—1823), внук дипломата Эдварда Финча (1696—1771) и правнук Дэниэла Финча, 2-го графа Ноттингема
- 1858—1887: Джордж Джеймс Финч-Хэттон, 11-й граф Уинчилси, 6-й граф Ноттингем (31 мая 1815 — 9 июня 1887), сын предыдущего от первого брака
  - Джордж Уильям Хенейдж Финч-Хэттон, виконт Мейдстон (1852—1879), единственный сын предыдущего
- 1887—1898: Мюррей Эдвард Гордон Финч-Хэттон, 12-й граф Уинчилси, 7-й граф Ноттингем (28 марта 1851 — 7 сентября 1898), старший сын 10-го графа от третьего брака
  - Джордж Эдвард Генри Финч-Хэттон, виконт Мейдстон (1882—1892), единственный сын предыдущего
- 1898—1927: Генри Стормонт Финч-Хэттон, 13-й граф Уинчилси, 8-й граф Ноттингем (3 ноября 1852 — 14 августа 1927), второй сын 10-го графа от третьего брака
- 1927—1939: Гай Монтегю Джордж Финч-Хэттон, 14-й граф Уинчилси, 9-й граф Ноттингем (28 мая 1885 — 10 февраля 1939), старший сын предыдущего
- 1939—1950: Кристофер Гай Хенейдж Финч-Хэттон, 15-й граф Уинчилси, 10-й граф Ноттингем (2 августа 1911 — 7 марта 1950), единственный сын предыдущего
- 1950—1999: Кристофер Стормонт Денис Финч-Хаттон, 16-й граф Уинчилси, 11-й граф Ноттингем (17 ноября 1936 — 26 июня 1999), старший сын предыдущего
- 1999 — настоящее время: Дэниел Джеймс Хэтфилд Финч-Хэттон, 17-й граф Уинчилси, 12-й граф Ноттингем (род. 7 октября 1967), сын предыдущего
  - Наследник: Джошуа Тобиас Стормонт Финч-Хэттон, Виконт Мейдстон (род. 21 июня 1998), сын предыдущего

## Графы Ноттингем (1681)

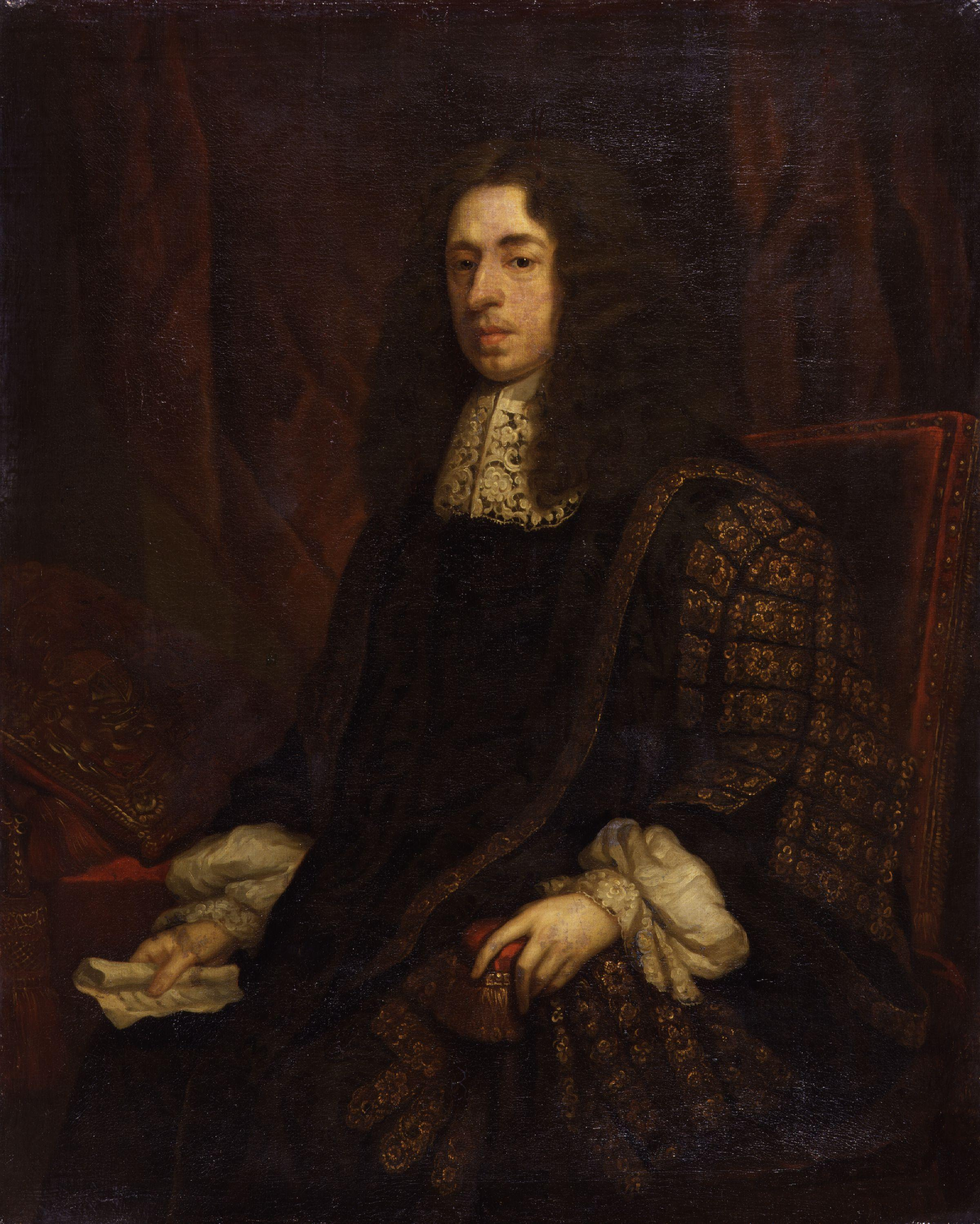
Хенейдж Финч, 1-й граф Ноттингем

- Хенидж Финч, 1-й граф Ноттингем (23 декабря 1621—1682), старший сын сэра Хенейджа Финча (1580—1631), спикера Палаты общин Англии
- Дэниэл Финч, 2-й граф Ноттингем (2 июля 1647 — 1 января 1730), сын и преемник предыдущего, 7-й граф Уинчилси с 1729 года.